# Ван Шичжень
Ван Шичжень (1526–1590) — значний китайський письменник, історик і поет часів династії Мін. Автор численних віршів, прози, історичної критики та праць із мистецтвознавства. Його головна праця — «Чотири рукописи самітника з гори Яньчжоу», що містить художні твори та критику. Ймовірно, Ван Шичжень також написав під псевдонімом «Ланьлінський насмішник» перший китайський еротичний роман «Квіти сливи в золотій вазі».

## Життєпис
Походив з родини чиновників Ван. Народився 5 листопада 1526 року в окрузі Тайцан (територія сучасної провінції Цзянсу). Син провінційного чиновника Ван Ю. В нього був брат Ван Шимао, також чиновник.
У 9 років написав вірш «Ода Феніксу». Тоді ж почав вивчати «Книгу змін» зі своїм приватним учителем Лу Банцзяо. В 13 років Ван Шичжень отримав зібрання творів Ван Шоуженя, які йому дуже сподобалися і зумовили подальше зацікавлення літературою. Під наставництвом різних учителів читав історичні записи «Цзо Чжуань» і «Ши цзі», що вплинуло на його майбутні історичні дослідження. Ван Шичжень у 17 років склав іспит і став учнем школи префектури Тайцан. Він поїхав до столиці зі своєю матір'ю, щоб возз'єднатися з батьком, який отримав там посаду після попередньої невдалої спроби.
У 1544 році одружився з Вей Ши, в них народилася дочка. Перша спроба скласти імператорський іспит зазнала невдачі, проте, в 1547 році він склав його і отримав звання цзіньши. Послідовно працював у судових установах префектур на території сучасної провінції Хенань, згодом отримав призначення до провінційного уряду Нанкіна та зрештою у центральному уряді імперії, де став міністром юстиції. Іноді писав вірші для своїх рідних і знайомих, виробив власний підхід до історичних записів, критикував їх за помилки та пропонував власні виправлення до літописів. У той же час його мати знайшла Ван Шичженю двох наложниць, оскільки Вей Ши більше не народжувала дітей і в Ван Шичженя не було сина-спадкоємця. В 1558 померли народжені від них донька та син. У 1560 році його батька стратили за наклепом Янь Шифаня, а також померла сестра. Ван Шичжень безуспішно декілька разів намагався добитися реабілітації батька. Після цього віддалився від політиків і проводив більшість часу у своєму рідному місті, де зблизився з діячами мистецтва.
Під час служби у Пекіні ввійшов до «сімки пізніх» поетів (куди належали Лян Ююй, Лі Пань-Лун, Се Чжень, Цзун Чень, Сюй Чжунсін і У Гуолун), особливо затоваришував з Лі Пань-Луном, від якого перейняв ідею «повернення до старовини» в поезії і прозі. Також Ван Шичжень був видатним колекціонером каліграфії та живопису, дружив з літераторами, каліграфами та художниками, і сам був майстерним каліграфом. Добре розумівся на азартних іграх і грі в ґо.
Ван Шичжень у 1565 і 1566 пережив дві важкі хвороби. Померла його старша дочка, одружена з чиновником, але народився другий син. У 1568 Ван Шижень подав петицію з проханням піти у відставку, але імператор не задовольнив його прохання. Те саме прохання відхилили і в 1570, давши тільки відпустку з причини смерті наложниці та потім матері. В 1576 йому оголошено імпічмент, однак, зрештою лишено на посаді. Наприкінці 1570-х Ван Шичжень, на тлі постійних проблем зі здоров'ям, зацікавився даосизмом. 1577 року видав свою книгу «Чотири рукописи самітника з гори Яньчжоу», в якій містяться 174 цзюані з рапсодіями, віршами, прозою та критикою.
У 1589 старший син Ван Шичженя, Ван Шиці, склав імператорський іспит і став цзіньши. Після чергової відмови у відставці Ван Шижень осліп на одне око і 27 листопада 1590 року помер від хвороби у віці 65 років.

## Історик
Ван Шичжень виступав за використання зображень для перевірки правдивості історичних записів. Він запропонував концепцію «П'яти змін в історії живопису», вказавши на зміни стилю з часом. Ван Шичжень також зробив багато коментарів щодо творів мистецтва та ремесел. Серед його головних історичних праць «Історія династії Мін», «Коментарі до поезії Тан», «Біографії головних радників», «Пейзажні написи Яньчжоу», «Історичні записи».
Він вважав, що фактично будь-які твори можна розглядати як свого роду історіографічне джерело, але самим історикам і прозаїкам потрібно говорити простими й зрозумілими словами, уникаючи вишуканої мови.

## Творчість
Був найбільш помітною фігурою серед письменників та поетів свого часу. Частина творів склала збірку «Чотири рукописи самітника з гори Яньчжоу». Це велика збірка, що складається зі 174 цзюанів (розділів), а з урахуванням додатків — 207 цзюанів. Її популярність припала на період династії Цін, вже після смерті автора.
Відомий також як драматург. Найвідомішою твором є п'єса «Співаючий фенікс» (鳴鳳記), написана у 1565 році у стилі чуаньци, де вперше у китайській драматургії відтворюються події політичного життя, боротьби його часу. В п'єсі йдеться про те як вісім чесних державних чиновників боролися проти свавілля злочинної влади регента Ян Суня та його сина.
Ван Шичжень відстоював думку, що китайська поезія переживала розквіт за династії Тан, але його найвищим поетичним ідеалом була простота стародавньої поезії династій Хань і Вей. Окрім того був каліграфом, який писав, згідно з відгуками сучасників, «старовинним і елегантним» стилем.
Його вірші виділялися на загальному фоні гнучкістю і мальовничістю. Значущими серед них є «Біля Західного палацу ремствую на долю», «Оуян у зв'язку з успішним приборканням півночі», «Зібрався відвідати Чжоу Гун-ся в Гуанліне, але зазнав невдачі».
Іноді Ван Шичжень вказується як ймовірний справжній автор роману «Канонізація божеств».

### «Квіти сливи в золотій вазі»
Вважається автором відомого еротичного роману «Квіти сливи в золотій вазі». Підставою для цього слугує опис занепаду держави за династії Мін як у «Квітах сливи…», так і «Співаючому феніксі», згадка в романі книги, яку рецензував Ван Шичжень, і те, що письменник жив у місцевості, де поширені використані діалектизми. Створення роману пов'язано із легендою. Ван Ю, батька Ван Шичженя, було страчено за наклепом представника впливової родини Янь Шифаня. Поміж іншого, останній був відомий своєю любов'ю до літератури з незвичайними сюжетами. Цією слабкістю і вирішив скористатися Ван Шичжень. За легендою Ван Шичжень під псевдонімом «Ланьлінський насмішник» написав незвичайний для китайської літературної традиції роман. Ван Шичжень просякнув сторінки книги миш'яком та підкупив торговця, який продав її Янь Шифаню. Той, перегортаючи сторінки, облизував пальці, так що незабаром, з цікавістю прочитавши роман, помер від отруєння.
Інша легенда приписує Ван Шичженю авторство «Канонізації божеств». Імператор Китаю нібито захотів прочитати «Квіти сливи в золотій вазі». Ван Шичжень, боячись, що твір не сподобається імператору, дав йому під тією ж назвою «Канонізацію божеств», яку написав на заміну.